# Маяр Шеріф
Маяр Шеріф Ахмед Абдель-Азіз (араб. ميار شريف أحمد عبد العزيز; нар. 5 травня 1996) — єгипетська тенісистка, молодша сестра Рани Шеріф Ахмед. 
У неї високий рейтинг WTA - 114 в одиночному розряді, досягнутий 22 лютого 2021 року, а також 189 у парному розряді, встановлений 9 листопада 2020 року. Шеріф виграла дев'ять одиночних титулів та шість парних титулів у Жіночому ланцюзі ITF.
Виступаючи за Єгипет у Кубку Fed Cup, вона має перемогу / програш 14–10. 
Шеріф провела останні два роки коледжу в Університеті Пеппердайна в Малібу, штат Каліфорнія, отримавши у 2018 році бакалавра наук зі спортивної медицини. Вона була частиною університетської тенісної команди і була All-American в 2017 і 2018 роках, а також Гравцем року на Західному узбережжі у 2018 році. Вона вийшла в півфінал одиночного турніру NCAA 2018 року і закінчила свій сезон, посівши 11 місце в країні в одиночному розряді. 
Маяр дебютувала в одиночному турі WTA на Відкритому чемпіонаті Праги 2020. Вона увійшла в історію як перша єгипетська гравчиня, яка потрапила в основний розіграш турніру Великого шлема на Відкритому чемпіонаті Франції 2020. Вона знову увійшла в історію єгипетського тенісу на Відкритому чемпіонаті Австралії 2021 року, ставши першою жінкою зі своєї країни, яка виграла матч основного розіграшу Великого шлема.  

## Професійна кар’єра

### 2019–2020: Дебют WTA Tour та Відкритого чемпіонату Франції
Шеріф розпочала рік, виступаючи в кваліфікації Відкритого чемпіонату Австралії, що стало її першою появою на професійному турнірі. Вона програла в першому раунді кваліфікації Енн Лі. У березні вона виграла титул на турнірі в Анталії за 25 000 доларів, перемігши у фіналі Далму Гальфі. У серпні Шеріф спробувала пройти кваліфікацію до основної розіграшу Відкритого чемпіонату Праги, оскільки не змогла зробити це на Відкритому чемпіонаті Австралії. На Відкритому чемпіонаті Праги Шеріф пройшла кваліфікацію, дебютувавши в основному розіграші на рівні WTA Tour. У цьому першому турі Відкритого чемпіонату Праги вона програла у трьох сетах Лаурі Зіґемунд. Наприкінці вересня Шеріф успішно пройшла шлях через кваліфікацію Відкритого чемпіонату Франції, перемігши Марію Камілу Осоріо Серрано, Кеті МакНеллі та Джулію Гатто-Монтіконе. Дебютувавши в головному розіграші Великого шлема, Шериф зіткнулася з №2 сіяною і №3 світовою лідеркою Кароліною Плішковою, програвши в трьох сетах.  Її поява на головному розіграші відкритого чемпіонату Франції зробила її першою єгипетською жінкою, яка зробила це. 

### 2021: Перша перемога у матчі Великого шлема
Шериф знову увійшла в історію як перша єгиптянка, яка виграла матч на турнірі Великого шлема, після того, як обіграла Хлою Пакет у першому турі Відкритого чемпіонату Австралії. 

## Графік виконання
(W) виграв; (F) фіналіст; (SF) півфіналіст; (QF) чвертьфіналіст; (#R) раунди 4, 3, 2, 1; (RR) круговий етап; (Q #) кваліфікаційний раунд; (P #) попередній раунд; (А) відсутній; (P) відкладено; (Z #) зональна група Davis / Fed Cup (із зазначенням номера) або плей-офф (PO); (G) золота, (F-S) срібна або (SF-B) бронзова олімпійська медаль; турнір зі зниженням рейтингу (NMS) Masters Series / 1000; (NH) не проводиться. SR = коефіцієнт страйку (перемоги / змагання)
Щоб уникнути плутанини та подвійного підрахунку, ці таблиці оновлюються в кінці турніру або після закінчення участі гравця.

### Одиночний розряд
Поточний після тенісу на літніх Олімпійських іграх 2020 року.
| Турнір                        | 2020 рік | 2021 рік | SR                  | W – L               | % Виграшу           |
| ----------------------------- | -------- | -------- | ------------------- | ------------------- | ------------------- |
| Турніри Великого шлема        |          |          |                     |                     |                     |
| Відкритий чемпіонат Австралії | Q1       | 2R       | 0/1                 | 1–1                 | 50%                 |
| Відкритий чемпіонат Франції   | 1R       | Q2       | 0/1                 | 0–1                 | 0%                  |
| Вімблдон                      | NH       | Q2       | 0/0                 | 0–0                 |                     |
| Відкритий чемпіонат США       | A        |          | 0/0                 | 0–0                 |                     |
| Виграш – програш              | 0–1      | 1–1      | 0/2                 | 1–2                 | 33%                 |
| WTA 1000                      |          |          |                     |                     |                     |
| Відкритий Маямі               | NH       | 1R       | 0/1                 | 0–1                 | 0%                  |
| Статистика кар’єри            |          |          |                     |                     |                     |
| Турніри                       | 2        | 6        | Загальна кар'єра: 8 | Загальна кар'єра: 8 | Загальна кар'єра: 8 |
| Загальний виграш-програш      | 0–2      | 1–6      | 0/8                 | 1–8                 | 11%                 |
| Рейтинг на кінець року        | 132      |          | 339 848 дол         | 339 848 дол         | 339 848 дол         |

## Фінали Туру WTA

### Одиночний розряд: 3 (1 титул, 2 поразки)
| Легенда                      |
| ---------------------------- |
| Турніри Великого шлему (0–0) |
| Турніри WTA 1000 (0–0)       |
| Турніри WTA 500 (0–0)        |
| Турніри WTA 250 (1–2)        |

| Фінали за покриттям |
| ------------------- |
| Тверде (0–0)        |
| Ґрунт (1–2)         |
| Трава (0–0)         |

| Результат | В-П | Дата     | Турнір                                   | Tier    | Покриття | Опонент         | Рахунок  |
| --------- | --- | -------- | ---------------------------------------- | ------- | -------- | --------------- | -------- |
| Поразка   | 0–1 | Сер 2021 | Перемога Open, Румунія                   | WTA 250 | Ґрунт    | Андреа Петкович | 1–6, 1–6 |
| Перемога  | 1–1 | Жов 2022 | Emilia-Romagna Open, Італія              | WTA 250 | Ґрунт    | Марія Саккарі   | 7–5, 6–3 |
| Поразка   | 1–2 | Тра 2024 | Гран-прі принцеси Лалли Мер\'єм, Марокко | WTA 250 | Ґрунт    | Пейтон Стернз   | 2–6, 1–6 |

### Парний розряд: 4 (2 титули, 2 runner–ups)
| Легенда          |
| ---------------- |
| Grand Slam (0–0) |
| WTA 1000 (0–0)   |
| WTA 500 (1–0)    |
| WTA 250 (1–2)    |

| Фінали за покриттям |
| ------------------- |
| Тверде (2–1)        |
| Ґрунт (0–1)         |
| Трава (0–0)         |

| Результат | В-П | Дата     | Турнір                          | Tier    | Покриття | Партнер           | Опоненти                           | Рахунок               |
| --------- | --- | -------- | ------------------------------- | ------- | -------- | ----------------- | ---------------------------------- | --------------------- |
| Поразка   | 0–1 | Сер 2021 | Перемога Open, Румунія          | WTA 250 | Ґрунт    | Катажина Пітер    | Натела Дзаламідзе Кайя Юван        | 3–6, 4–6              |
| Поразка   | 0–2 | Січ 2022 | Melbourne Summer Set, Австралія | WTA 250 | Тверде   | Тереза Мартінцова | Бернарда Пера Катержина Сінякова   | 2–6, 7–6(9–7), [5–10] |
| Перемога  | 1–2 | Вер 2024 | Jasmin Open, Туніс              | WTA 250 | Тверде   | Ганна Блінкова    | Аліна Корнеєва Anastasia Zakharova | 2–6, 6–1, [10–8]      |
| Перемога  | 2–2 | Лют 2025 | Mérida Open                     | WTA 500 | Тверде   | Катажина Пітер    | Анна Даніліна Ірина Хромачова      | 7–6(7–2), 7–5         |

## Фінал ITF Circuit

### Одиночний розряд: 17 (9 перемог, 8 поразок)
| Легенда          |
| ---------------- |
| Турніри $100 000 |
| Турніри $80 000  |
| Турніри $60 000  |
| Турніри $25 000  |
| Турніри $15 000  |
| Турніри $10 000  |

| Фінали за поверхнею |
| ------------------- |
| Хард (3–2)          |
| Глина (6–6)         |
| Трава (0–0)         |
| Килим (0–0)         |

| Результат | Виграш–Програш | Дата             | Турнір                                  | Рівень   | Поверхня | Суперниця              | Рахунок          |
| --------- | -------------- | ---------------- | --------------------------------------- | -------- | -------- | ---------------------- | ---------------- |
| Перемога  | 1–0            | Січень 2013 р.   | ITF Шарм-ель-Шейх, Єгипет               | 10,000   | Хард     | Александрина Найденова | 6–2, 2–6, 6–1    |
| Поразка   | 1–1            | Вересень 2013 р. | ITF Лерида, Іспанія                     | 10,000   | Глина    | Альона Большова        | 6–0, 3–6, 2–6    |
| Поразка   | 1–2            | Листопад 2013 р. | ITF Вінарос, Іспанія                    | 10,000   | Глина    | Ольга Саес Ларра       | 6–4, 5–7, 4–6    |
| Поразка   | 1–3            | Липень 2017 р.   | ITF Шарм-ель-Шейх, Єгипет               | 15,000   | Хард     | Жакеліне Кабадж Авад   | 7–6(4), 5–7, 4–6 |
| Поразка   | 1–4            | Липень 2017 р.   | ITF Шарм-ель-Шейх                       | 15,000   | Хард     | Елені Кордолаймі       | 4–6, 6–3, 2–6    |
| Перемога  | 2–4            | Лютий 2019 р.    | ITF Шарм-ель-Шейх                       | 15,000   | Хард     | Сімона Вальтерт        | 6–4, 1–6, 6–3    |
| Перемога  | 3–4            | Травень 2019 р.  | ITF Каїр, Єгипет                        | 15,000   | Глина    | Сімона Вальтерт        | 6–2, 6–1         |
| Перемога  | 4–4            | Червень 2019 р.  | ITF Табарка, Туніс                      | 15,000   | Глина    | Барбара Гатіка         | 6–4, 6–4         |
| Перемога  | 5–4            | Червень 2019 р.  | ITF Табарка                             | 15,000   | Глина    | Ніна Стадлер           | 6–3, 6–2         |
| Перемога  | 6–4            | Червень 2019 р.  | ITF Мадрид, Іспанія                     | 25,000   | Хард     | Єва Гуерреро Альварес  | 6–2, 6–3         |
| Поразка   | 6–5            | Липень 2019 р.   | ITF Б'єлла, Італія                      | 25,000   | Глина    | Катерина Завацька      | 1–6, 3–6         |
| Поразка   | 6–6            | Липень 2019 р.   | ITF Байя, Угорщина                      | 25,000   | Глина    | Река Луца Яні          | 3–6, 6–2, 2–6    |
| Перемога  | 7–6            | Серпень 2019 р.  | ITF Лас-Палмас, Іспанія                 | 25,000+H | Глина    | Леоні Кюнг             | 6–1, 6–0         |
| Перемога  | 8–6            | Березень 2020 р. | ITF Анталія, Туреччина                  | 25,000   | Глина    | Далма Галфі            | 6–4, 6–3         |
| Перемога  | 9–6            | Листопад 2020 р. | LTP Charleston Pro, США                 | 100,000  | Глина    | Катажина Кава          | 6–2, 6–3         |
| Поразка   | 9–7            | Листопад 2020 р. | ITF Las Palmas de Gran Canaria, Іспанія | 25,000   | Глина    | Кая Канепі             | 3–6, 2–6         |
| Поразка   | 9–8            | Липень 2021 р.   | Open Montpellier, Франція               | 60,000   | Глина    | Ангеліна Калініна      | 2–6, 3–6         |

### Парний розряд: 13 (6 перемог, 7 поразок)
| Легенда          |
| ---------------- |
| Турніри $100 000 |
| Турніри $80 000  |
| Турніри $60 000  |
| Турніри $25 000  |
| Турніри $15 000  |
| Турніри $10 000  |

| Фінали за поверхнею |
| ------------------- |
| Хард (3-4)          |
| Глина (3–3)         |
| Трава (0–0)         |
| Килим (0–0)         |

| Результат | Виграш–Програш | Дата             | Турнір                    | Рівень  | Поверхня | Партнерка        | Суперниці                                 | Рахунок             |
| --------- | -------------- | ---------------- | ------------------------- | ------- | -------- | ---------------- | ----------------------------------------- | ------------------- |
| Поразка   | 0–1            | Січень 2013 р.   | ITF Шарм-ель-Шейх, Єгипет | 10,000  | Хард     | Валерія Подда    | Євгенія Пашкова Катерина Яшина            | 6–3, 2–6, [3–10]    |
| Поразка   | 0–2            | Червень 2013 р.  | ITF Мелілла, Іспанія      | 10,000  | Хард     | Ванда Лукаш      | Люсія Сервера-Васкес Пілар Домінкес-Лопез | 3–6, 4–6            |
| Перемога  | 1–2            | Липень 2013 р.   | ITF Шарм-ель-Шейх, Єгипет | 10,000  | Хард     | Лінн Кіро        | Аліна Міхеєва Анна Моргіна                | 6–3, 6–2            |
| Перемога  | 2–2            | Липень 2013 р.   | ITF Шарм-ель-Шейх         | 10,000  | Хард     | Зузана Злочова   | Совйаня Бавісетті Рішіка Сункара          | 7–5, 6–3            |
| Поразка   | 2–3            | Квітень 2014 р.  | ITF Шарм-ель-Шейх         | 10,000  | Хард     | Ола Абоу Зекри   | Яна Фетт Олександра Корашвілі             | 4–6, 5–7            |
| Перемога  | 3–3            | Липень 2017 р.   | ITF Шарм-ель-Шейх         | 15,000  | Хард     | Рутуя Бгосале    | Чен Пей-хсуан Ву Фанг-хсіен               | 3–6, 6–3, [10–5]    |
| Поразка   | 3–4            | Квітень 2019 р.  | ITF Каїр, Єгипет          | 15,000  | Глина    | Рана Шеріф Ахмед | Деспіна Папаміхаїл Сімона Вальтерт        | 3–6, 2–6            |
| Перемога  | 4–4            | Червень 2019 р.  | ITF Табарка, Туніс        | 15,000  | Глина    | Аліса Русова     | Лена Луцейер Ніна Стадлер                 | 6–4, 4–6, [10–4]    |
| Поразка   | 4–5            | Липень 2019 р.   | ITF Турин, Італія         | 25,000  | Глина    | Мелані Стокке    | Кіхіро Мурамацу Юкі Наіто                 | 0–6, 2–6            |
| Перемога  | 5–5            | Липень 2019 р.   | ITF Байя, Угорщина        | 25,000  | Глина    | Мелані Клаффнер  | Река Луца Яні Лара Салден                 | 6–2, 4–6, [10–8]    |
| Поразка   | 5–6            | Лютий 2020 р.    | Zed Open, Єгипет          | 100,000 | Хард     | Аранча Рус       | Александра Крунич Катаржина Пітер         | 4–6, 2–6            |
| Перемога  | 6–6            | Березень 2020 р. | ITF Анталія,Туреччина     | 25,000  | Глина    | Река Луца Яні    | Меліс Сезер Іпек Оз                       | 6–7(8), 6–1, [10–3] |
| Поразка   | 6–7            | Листопад 2020 р. | LTP Charleston Pro, США   | 100,000 | Глина    | Астра Шарма      | Магдалена Френх Катажина Кава             | 6–4, 4–6, [2–10]    |